# Sistema financiero español
El sistema financiero español está formado por el conjunto de instituciones, medios y mercados, cuyo fin primordial es canalizar el ahorro que generan los prestamistas o unidades de gasto con superávit, hacia los prestatarios o unidades de gasto con déficit, así como facilitar y otorgar seguridad al movimiento de dinero y al sistema de pagos (labor de intermediación). El sistema financiero comprende, tanto los instrumentos o activos financieros, como las instituciones o intermediarios y los mercados financieros: los intermediarios compran y venden los activos en los mercados financieros.
En España hay 6 Institutos de Finanzas que ponen unas determinadas condiciones para otorgar financiación aparte de presentar un plan viable de negocio, estos son el Instituto Catalán de Finanzas (ICF), el Instituto de crédito y finanzas de la región de murcia (ICREF), Instituto de Finanzas de Castilla-La Mancha (IFCLM), Instituto de Finanzas de Cantabria (ICAF), Instituto Vasco de Finanzas (IVF). Instituto Valenciano de Finanzas  (IVF).
En España también se puede acceder a la financiación para empresas a través de plataformas de crownfunding como crowdcube y en kickstarter se financian proyectos creativos sin tener que tener una empresada dada de alta y registrada.

## Normativa
El artículo 149.1.11.ª y 13.ª de la Constitución española, que atribuyen al Estado competencia exclusiva sobre bases de la ordenación del crédito, banca y seguros, y sobre bases y coordinación de la planificación general de la actividad económica y financiera.
En desarrollo de lo anterior, la normativa básica sobre sistema financiero es la 44/2002, de 22 de noviembre, de medidas de reforma del sistema financiero
Para los reguladores, la Ley de Autonomía del Banco de España, la Ley del Mercado de Valores.
Para el sector público, la Ley General Presupuestaria, en especial, para la adquisición temporal de activos o de préstamo. Las operaciones de adquisición temporal de activos podrán tener por objeto valores de Deuda Pública de cualquier Estado miembro de la Unión Europea, así como de otras entidades públicas o instituciones supranacionales u otros valores de renta fija de semejante calidad crediticia, negociados en mercados regulados.
Para las entidades de crédito e inversión, la Ley sobre Disciplina e Intervención de las Entidades de Crédito, la Ley 31/1985, de 2 de agosto, de Regulación de las Normas Básicas sobre Órganos Rectores de las Cajas de Ahorros y la Ley 13/1985, de 25 de mayo, de coeficientes de inversión, recursos propios y obligaciones de información de los intermediarios financieros y la Ley de Instituciones de Inversión Colectiva.

## Central de Información de Riesgos
La Central de Información de Riesgos (CIR) es un servicio público que tiene por finalidad recabar de las entidades declarantes (el Banco de España, las entidades de crédito españolas, las sucursales en España de las entidades de crédito extranjeras, los fondos de garantía de depósitos, las sociedades de garantía recíproca y de reafianzamiento, aquellas otras entidades que determine el Ministerio de Economía a propuesta del Banco de España), datos e informaciones sobre los riesgos de crédito, para facilitar a las entidades declarantes datos necesarios para el ejercicio de su actividad ; permitir a las autoridades competentes para la supervisión prudencial de dichas entidades el adecuado ejercicio de sus competencias de supervisión e inspección ; contribuir al correcto desarrollo de las restantes funciones que el Banco de España tiene legalmente atribuidas.
La administración y gestión de la CIR corresponden al Banco de España. El Banco de España estará facultado para desarrollar sus normas de funcionamiento de acuerdo con lo previsto en la presente lilo.

## Entidades sin ánimo de lucro
La Comisión Nacional del Mercado de Valores, el Banco de España y el Ministerio de Economía, cada uno en el ámbito de su supervisión, aprobarán códigos de conducta que contengan las reglas específicas a las que deberán ajustarse las inversiones financieras temporales que hagan las fundaciones, establecimientos, instituciones y asociaciones sin ánimo de lucro, colegios profesionales, fondos de promoción de empleo, mutuas de seguros, mutualidades de previsión social, mutuas de accidentes de trabajo y enfermedades profesionales de la Seguridad Social y, en su caso, las demás entidades sujetas a tipos de gravamen reducidos en el Impuesto sobre Sociedades, que no tengan un régimen específico de diversificación de inversiones con el fin de optimizar la rentabilidad del efectivo de que dispongan y que puedan destinar a obtener rendimientos de acuerdo con sus normas de funcionamiento.